# Aayi Mandapam
Le Aayi Mandapam (en tamoul : ஆயி மண்டபம், ce qui peut se traduire par « Monument à Aayi » ou « Pavillon de Aayi ») est un monument à Pondichéry, en Inde, construit à l'époque de Napoléon III. Il est situé au centre du parc Bharati (autrefois la Place du Gouvernement), face à la résidence du gouverneur ou Hôtel du Gouvernement (connu aujourd'hui sous le nom de Raj Nivas). 
Le monument commémore la fourniture d'eau à la ville française pendant son règne. Jusqu'alors, la ville de Pondichéry, qui ne disposait pas de source d'eau potable, dépendait intégralement des importations d'eau en barrique, amenés sur char à bœuf. Il a été nommé à la mémoire d'une courtisane du XVIe siècle nommée Āyi. Celle-ci est à l'origine du réservoir d'eau de Moutrepaléom (l'actuel Muthirapalayam), à plus de 3 km à l'ouest de la ville, d'où devait être approvisionnée l'eau distribuée.
Le Aayi Mandapam est l'emblème du Territoire de Pondichéry, figurant ainsi dans son sceau.  